# Vainglory
«Vainglory» (укр. Вейнґлорі) — відеогра, розроблена та випущена видавництвом «Super Evil Megacorp» для пристроїв на базі операційних систем iOS та Android. Спрощений представник жанру MOBA на ПК, де дві команди по три гравці в кожній змагаються, аби знищити базу ворогів, захопивши шлях між базами, який має турелі й охороняється ворожими створіннями, керованими штучним інтелектом. Поза межами шляху гравці змагаються за контрольні точки, що постачають ресурси. Гру було видано в листопаді 2014 року для iOS після піврічного обмеженого бета-тестування; версію для Android було видано в липні 2015 року.

## Розробка
Робота над грою почалась 2012 року відразу після створення «Super Evil Megacorp». Гру представили на заході Apple з нагоди анонсування iPhone 6 у вересні 2014 року, аби продемонструвати ППІ «Metal». «Super Evil Megacorp» зробила спробу створити гру, що б упродовж багатьох годин розважала гравців і заохочувала до спільної багатокористувацької гри, як це буває на ЛКМ-вечірках.

## Відгуки
«Vainglory» здобула переважно позитивні відгуки. Критики хвалили гру за графіку, персонажів і дизайн рівнів, однак розкритикували через нестачу механізмів внутрішньокомандного спілкування. Оглядачі не погодились із рівнем доступності гри для новачків, що стало однією з причин, через які гра здобула змішані відгуки.